# Эффективная доза
Эффекти́вная до́за (E, эД, ЭД, ранее — Эффективная эквивалентная доза) — величина, используемая в радиационной безопасности как мера риска возникновения отдаленных последствий облучения (стохастических эффектов) всего тела человека и отдельных его органов и тканей с учетом их радиочувствительности.
Разные части тела (органы, ткани) имеют различную чувствительность к радиационному воздействию: например, при одинаковой дозе облучения возникновение рака в легких более вероятно, чем в щитовидной железе. Эффективная доза рассчитывается как сумма эквивалентных доз по всем органам и тканям, умноженных на взвешивающие коэффициенты для этих органов, и отражает суммарный эффект облучения для организма.
Единица эффективной дозы в Международной системе единиц (СИ) — Зиверт (Зв).
Коллективная эффективная доза — эффективная доза, полученная группой людей от какого-либо источника излучения; она равна сумме индивидуальных эффективных доз. Единица эффективной коллективной дозы — человеко-зиверт (чел.-Зв).
Полная коллективная эффективная доза — коллективная эффективная доза, которую получат поколения людей от какого-либо источника за все время его дальнейшего существования.
E=∑ HjT*WjT	,

E - Эффективная доза 

где HjT- эквивалентная доза в органе или ткани;

WjT – взвешивающий коэффициент для соответствующего органа или ткани.